# 三機
株式会社三機（さんき）は、愛知県名古屋市熱田区に本社を置く、自動車・航空機関連の専用機・試験装置・治工具等を扱う企業である。

## 主力製品・事業
- 専用機、試験装置、検査ベンチその他電子機器設計／製作及び電子部品販売
- 治具、金型類の設計／製作／販売
- 一般金属工作機械／工具の販売
- 自動販売機、食品冷機、自販機用中身商品等の販売および総合オペレート業務

## 主要事業所
- 本社所在地 - 愛知県名古屋市熱田区白鳥二丁目8番24号
- メカトロビル - 愛知県名古屋市熱田区白鳥一丁目4番１号
- 岐阜工場 - 岐阜県各務原市金属団地18番地
- 韓国支社 - 大韓民国ソウル市麻浦区西橋洞395-68　瑞廷ビル１階
- 営業所 - 浜松、北九州

## 沿革
- 1948年 - 機械工具商 三機商会を設立
- 1950年 - 合名会社三機商会に改組
- 1961年 - 三機商事株式会社を設立
- 1966年 - 浜松出張所を設立
- 1982年 - 電子工場を新設
- 1998年 - SANKI NORTH AMERICA ,INC.を設立
- 2001年 - ソウル駐在員事務所を設立
- 2003年 - メカトロビル新社屋完成
- 2005年 - SANKI EUROPE TRADING LLC.を設立
- 2008年 - 北九州営業所を開設
- 2008年 - モノづくりECショップ「モノ蔵」を開始
- 2010年 - 中国拠点　広州三運机貿易有限公司を開設
- 2014年 - インドネシア拠点　PT. Sanki Mechatro Indonesiaを開設
- 2015年 - 株式会社サンキマシンと経営統合し社名を株式会社三機と改称

## 主要関係会社
国内拠点
- 株式会社サンキマシンは、2015年2月合併に伴い、岐阜工場となった。

海外グループ企業
- SANKI NORTH AMERICA ,INC.
- SANKI EUROPE TRADING LLC
- 広州三運机貿易有限公司
- PT. Sanki Mechatro Indonesia